# Societat l'Era de Badalona
L'Era, coneguda durant el franquisme com Círculo Artístico Español, va ser una entitat recreativa i cultural fundada el 1933 a Badalona, que va assolir molt d'èxit durant la seva existència.
Té els seus orígens l'any 1932 arran d'una escissió del Centre Catalanista Badaloní, el president del qual aquell any havia decidit adherir-lo a Esquerra Republicana de Catalunya. La decisió no va agradar a part dels socis del centre, que el consideraven una entitat apolítica.
Els dissidents van continuar fent activitats pel seu compte i es van organitzar el mateix any, fent la seva primera celebració per la Festa de la Mercè a l'era de Can Bachs, casa situada a la cantonada del carrer de Francesc Macià i l'avinguda de Sant Ignasi de Loiola. La iniciativa va tenir molt d'èxit i el 1933 es va constituir una nova entitat, amb seu al carrer del Canonge Baranera, on van construir un cafè i una sala d'actes espaiosa. El nom que li van donar feia referència a l'era on havien fet la primera celebració.
Durant els primers anys va assolir molta popularitat gràcies a les seves representacions teatrals, els concerts i conferències culturals. Entre 1935 i 1936 la revista va publicar una revista amb el nom L'Era, que va ser portaveu del Centre Catalanista Badaloní, de la qual van aparèixer catorze números, tots de caràcter cultural i sobre temes de ciutat.
Després de la Guerra Civil, a causa de les circumstàncies polítiques el nom de l'entitat va ser canviat pel de Círculo Artístico Español. Es van reactivar les activitats: obres de teatre, sarsueles de l'Agrupació Lírica, varietats, conferències i sobretot els balls de diumenge, Carnestoltes, Cap d'Any o els envelats a la platja durant la Festa Major. Des de 1952 tornà a editar una revista que duia per títol el nom de l'entitat. El 1956, 1959 i 1960, el seu teatre va acollir el certamen anual de teatre que se celebrava a Badalona.
El 7 de desembre de 1958 va celebrar el 25è aniversari de l'entitat. Tanmateix, poc després, el propietari del local va posar-lo a la venda i els socis no van poder fer front a la despesa d'haver de comprar l'immoble. La societat va acabar anant al pis de sobre de l'Orxateria Fillol, a la cantonada del carrer de Mar amb la Rambla, però el canvi va contribuir a la desaparició definitiva de l'entitat.